# Application de front office
Pour les articles homonymes, voir Front office.
En informatique, une application de front office ou logiciel de front office est la partie d'un système informatique accessible aux utilisateurs finaux ou aux clients, par opposition au back office. Une traduction possible de front office est guichet, boutique, ou encore service de clientèle.
Sont typiquement des applications de front office les sites web commerciaux qui permettent de commander en ligne ou ceux des banques permettant de gérer des comptes en ligne. Dans ce cas, le front office correspond à la partie visible par le consommateur. Elle lui permet d'interagir avec le reste du site, par exemple, pour effectuer des achats, un virement bancaire, etc. Dans le monde bancaire toujours, sont ainsi qualifiées les applications de salle de marché qui permettent aux traders d'acheter et de vendre des titres en se connectant aux marchés boursiers, ce qui correspond au « front office » dans le vocabulaire financier.
Par analogie, on peut comparer le front office à la partie d'un magasin qui est fréquentée par les clients, tandis que le back office correspond davantage à l'administration, aux entrepôts, aux échanges avec les partenaires, etc.